# Władimir Szopen
Władimir Władimirowicz Szopen, ros. Владимир Владимирович Шопен (ur. ok. 1912 r. w Charkowie, zm. ? w Kanadzie) – radziecki inżynier, burmistrz okupowanego Kramatorska i szef rejonu kramatorskiego podczas II wojny światowej
Urodził się z nazwiskiem Szopino. Jego rodzina po rewolucji październikowej 1917 r. wyjechała do Niemiec. Władimir W. Szopen otrzymał tam wyższe wykształcenie techniczne, po czym powrócił do ZSRR, zmieniając nazwisko na Szopen. Początkowo pracował w Moskwie jako inżynier-konstruktor. W 1937 r. podjął pracę w zakładach maszynowych im. Ordżonikidze w Kramatorsku. Był konstruktorem w oddziale projektowo-konstruktorskim. Według części źródeł był współpracownikiem niemieckiego wywiadu. Na pocz. lipca 1941 r. zwolnił się z pracy, informując, że został zmobilizowany do Armii Czerwonej. Faktycznie ukrywał się do czasu zajęcia Kramatorska przez wojska niemieckie pod koniec października tego roku. W listopadzie został burmistrzem okupowanego miasta. Jednocześnie sprawował funkcję szefa rejonu kramatorskiego. Wkrótce został też redaktorem naczelnym kolaboracyjnego pisma "Kramatorskaja gazieta". Założył miejscowy oddział ukraińskiej organizacji społeczno-oświatowej Proswita. Krótko przed odzyskaniem Kramatorska przez Armię Czerwoną na pocz. lutego 1943 r. ewakuował się wraz z wojskami niemieckimi na zachód. Po ponownym zajęciu miasta przez Niemców pod koniec lutego tego roku, powrócił na poprzednie stanowiska. Ostatecznie wyjechał do III Rzeszy na pocz. września, kiedy Kramatorsk znowu zajęli Sowieci. Po zakończeniu wojny wyemigrował do Kanady, gdzie zmarł.